# Меленка (Псковский район)
Меленка — деревня в Карамышевской волости Псковского района Псковской области России.
Расположена в 15 км к юго-западу от села Карамышево и в 53 км к юго-востоку от центра города Пскова.
Численность населения деревни по состоянию на 2000 год составляла 42 человека.
До 1 января 2010 года деревня входила в состав ныне упразднённой Осиновичской волости.